# HMX
HMX, thường gọi octogen hoặc cyclotetramethylene-tetranitramine.
Các tên khác: Octogen, Oktogen, beta-Hmy, beta-HMX, Tetramethylenetetranitramine, HW 4, CHEBI:33176, Cyclotetramethylene Tetranitramine, HSDB 5893, EINECS 220-260-0, octahydro-1,3,5,7-tetranitro-1,3,5,7-tetrazocane, tetrahexamine tetranitramine, LX 14-0 HW 4.
Như là RDX, có nhiều cách hiểu sai tên HMX, như: High Melting eXplosive (thuốc nổ khó nóng chảy), Her Majesty's eXplosive (thuốc nổ ma thuật) hay High-velocity Military eXplosive (thuốc nổ tốc độ cao).
Thật ra là "High-Molecular-weight rdX" (RDX có phân tử lượng cao). HMX là một chất nổ mạnh và an toàn.

## Tính chất
Chất rắn không màu nhiệt độ nóng chảy 276 °C đến 286 °C, Phân hủy 280 °C, phát nổ 337 °C mật độ cao nhất 1,91 g/cm³, mật độ tinh thể cao nhất khoảng 1,96.
Có tan nhưng không đáng kể trong nước: 20 °C khoảng 5 mg/l.
Chịu nén tại 20 °C: 4.4 10−14 mbar.
Năng lượng nổ: 5,7 MJ/kg.
Trị thử khối chì: 48.
Thể tích sinh khí: 0,9085 l/g
Trị tương dương TNT:1,7.
Nhậy nổ do va chạm: 7,4Nm.
Khó tan trong axít sulfuric và dung dịch kiềm soda, tan trong acetone ít hơn nhiều RDX. Bằng tính chất đó người ta tách HMX ra, HMX kết tinh trước, Dimethyl sulfoxit và Nitromethane còn lại.
Phân tử HMX gồm vòng 8, 4 nguyên tử carbon và 4 nguyên tử Nitơ xen kẽ nhau, mỗi nguyên tử Nitơ có một nhóm nitro bám vào. Vì phân tử lượng lớn, nên đây là một trong những chất nổ tốt nhất, như HNIW và octanitrocubane, giá trị của HMX tăng do an toàn.

## Sản xuất
Nó được sản xuất bằng cách nitrat hóa hexamine có mặt acetic anhydride, paraformaldehyde và ammonium nitrat. RDX sản xuất bằng phương pháp Bachmann thông thường chứa 8%-10%HMX. HMX xuất hiện cùng RDX từ những năm 1930, nhưng người ta rất khó phân lập chúng. Điều này làm sản phẩm RDX không ổn định, do tỷ lệ HMX và các chất nổ khác thay đổi, nhưng lúc đó người ta chưa giải thích được thành phần HMX.
Đến đầu những năm 1940, người ta phát triển các phương pháp mới sản xuất RDX, nhưng phương pháp này làm tăng thành phần HMX trong đó, từ đó người ta tách riêng được HMX. Ở Đức phát triển phương pháp sản xuất RDX mới là phương pháp KA, gần giống phương pháp Bachmann, HMX được tinh chế và thí nghiệm các đặc tính, nhưng kết quả không cho thấy nó trội hơn RDX.
Năm 1940, W. E. Bachmann và John Sheehan phát triển phương pháp sản xuất RDX mang tên ông ở Mỹ, ông cũng nhận thấy đồng sản phẩm lạ làm tính chất của RDX không dồng đều. Đến năm 1943 ông tìm được cấu trúc phân tử của HMX và một phương pháp sản xuất nhiều HMX. Điều đó đưa HMX vào các ứng dụng.

## Ứng dụng
Đây là một chất nổ rất mạnh, tin cậy, ổn định, những ưu điểm đó nó thay thế cho chất RDX. Ứng dụng trong rất nhiều lĩnh vực của thuốc nổ, như ngòi nổ bom hạt nhân, chất nổ dẻo, nhiên liệu tên lửa rắn.
Ứng dụng lớn của HMX là các đầu đạn có liều nổ lõm, nó ổn định khi bắn đi, thời điểm nổ chính xác và tốc độ truyền nổ nhanh rất cần thiết cho loại đầu đạn này.
Chất nổ HMX thông thường dùng làm thuốc nổ bằng dạng octol chứa 75%HMX, 25%TNT. Thuốc nổ này có thể nấu chảy, đúc. Thứ này dùng được ở đầu đạn xuyên phá, ở đó HMX không dễ kích nổ như RDX và rất mạnh.
HMX hay được dùng làm trạm truyền nổ, tốc độ truyền nổ cao tạo thuận lợi cho các thuốc nổ khác phát nổ đồng đều. Một kíp nổ bằng loại thuốc nổ khác kích nổ trạm truyền nổ HMX, trạm này lan truyền phản ứng nổ trong khối thuốc chính làm bằng loại thuốc nổ chậm hơn, vai trò của HMX như vậy còn được gọi là thuốc nổ trên. HMX cũng được dùng trong các dây truyền nổ do tính tin cậy cao. Dây truyền nổ có tốc độ truyền rất cao so với dây cháy.
HMX dùng trong động cơ tên lửa nhiên liệu rắn, nó tạo ra ít khói, điều này thuận lợi cho việc điều khiển tên lửa và khả năng địch phát hiện ra vị trí bắn.

trạm truyền nổ dùng HMXtrạm truyền nổ dùng HMX
dây truyền nổ dùng HMXdây truyền nổ dùng HMX

Video miêu tả dây truyền nổ HMX Lưu trữ ngày 22 tháng 8 năm 2007 tại Wayback Machine